# Sertularella tasmanica
Sertularella tasmanica is een hydroïdpoliep uit de familie Sertulariidae. De poliep komt uit het geslacht Sertularella. Sertularella tasmanica werd in 1915 voor het eerst wetenschappelijk beschreven door Bale. 